# Ariadnaria borealis
Trichotropis borealis, tên tiếng Anh: boreal hairysnail, là một loài ốc biển nhỏ, là động vật thân mềm chân bụng sống ở biển thuộc họ Capulidae.

## Miêu tả
Độ dài vỏ lớn nhất ghi nhận được là 22 mm.

## Môi trường sống
Độ sâu nhỏ nhất ghi nhận được là 2 m. Độ sâu lớn nhất ghi nhận được là 574 m.

## Hình ảnh

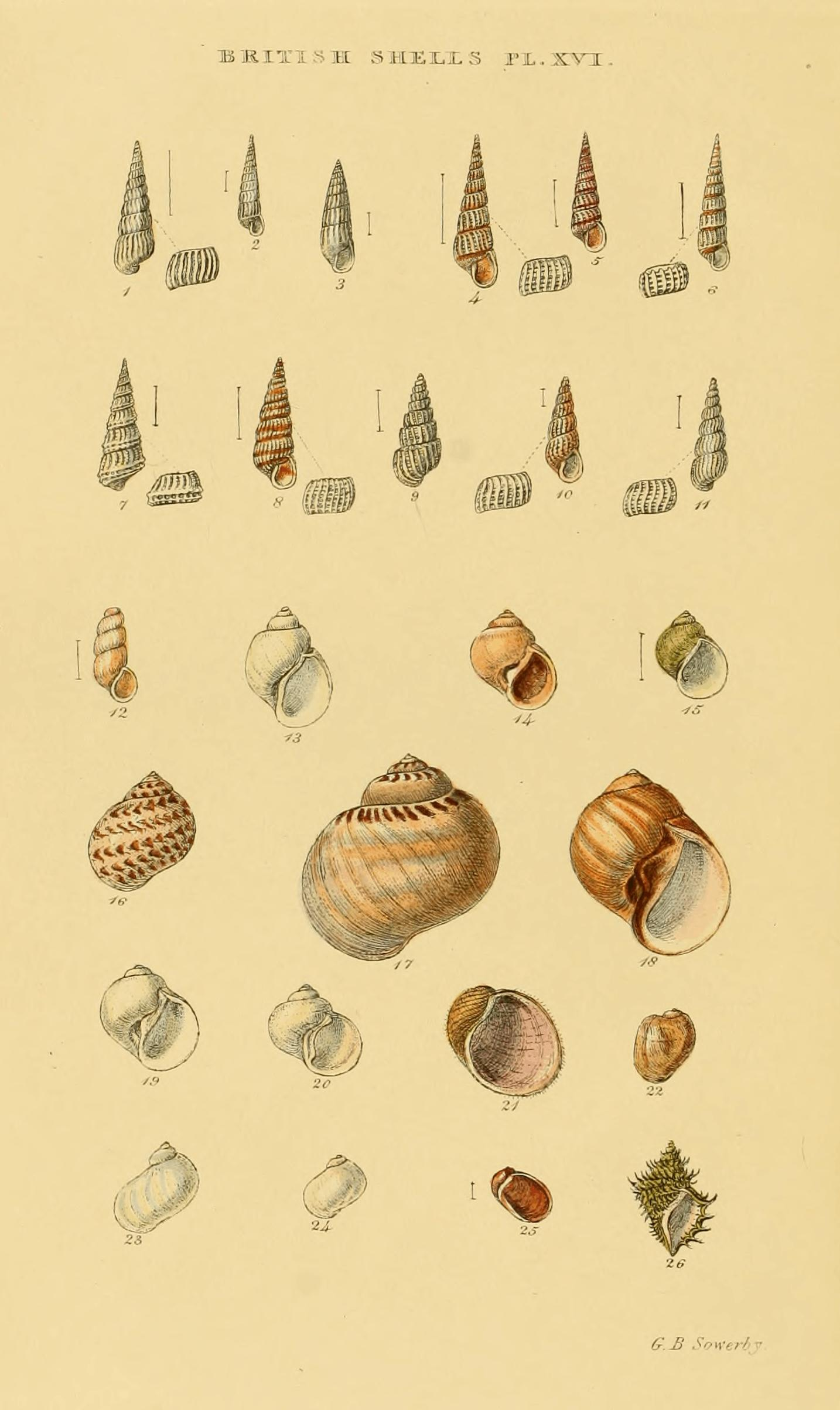